# Аклиматизација
Аклиматизација је биолошко и психолосоцијално прилагођавање животу у новом окружењу. То су постепени одговори организма на промене у околини.  Ти одговори су често привремени, али могу водити и трајним променама. Аклиматизација може да претходи промени и тако омогући организму да преживи услове који надмашују његово природно искуство.

## Аклиматизација на хладноћу
Особе које су хронично изложене хладноћи доживљавају прилагођавање терморегулације. Навикавање је далеко најчешће примећено прилагођавање хроничном излагању хладноћи. Ублажавање дрхтања и вазоконстрикције изазване хладноћом су обележја навикавања (Иоунг, 1988). Ова подешавања омогућавају да кожа буде топлија током излагања хладноћи, али то може допринети већем губитку топлоте и израженијем паду унутрашње температуре.
Осим навикавања, аклиматизација на хладноћу може појачати реакције на хладноћу или изазвати реакције које нису очигледне у неаклиматизованом стању. Ова подешавања прате два обрасца. Прво, метаболичка аклиматизацију- коју карактерише израженији термогени одговор на хладноћу.  Преувеличан одговор на дрхтање може се развити због хроничне изложености хладноћи, а могућност да људи развију термогенезу без дрхтања не може се потпуно искључити. Насупрот томе, побољшани механизми очувања топлоте карактеришу изолациони образац аклиматизације. Бржа кожна вазоконстрикција се развија код неких особа хронично изложених хладноћи, које се тиме прилагођавају како би одражали појачан симпатички нервни одговор.
У поређењу са хроничним топлотним стресом, физиолошка прилагођавања хроничном излагању хладноћи изгледају мање практична у смислу ублажавања топлотног оптерећења, одбране телесне температуре и спречавања топлотних болести и повреда. Без обзира на то, промене у реакцији дрхтања на хладноћу које су резултат навикавања или метаболичке аклиматизације могу имати неке нутритивне импликације.